# Georgia O'Keeffe
Pour les articles homonymes, voir O'Keeffe.
Georgia O'Keeffe, née le 15 novembre 1887 à Sun Prairie, dans le Wisconsin, et morte le 6 mars 1986 à Santa Fe, Nouveau-Mexique, est une peintre américaine considérée comme une des peintres modernistes et des précisionnistes majeures du XXe siècle.

## Biographie
Georgia O'Keeffe naît le 15 novembre 1887 dans une ferme du Wisconsin, au sein d'une famille nombreuse. Son père, Francis Calyxtus O'Keeffe, était d'origine irlandaise, tandis que sa mère, Ida Totto, était la fille d'un immigrant hongrois, George Victor Totto, dont le prénom a inspiré celui de Georgia.
Elle s'intéresse très tôt à l'art. En 1905-1906, Georgia O'Keeffe fréquente l'Art Institute of Chicago et, en 1907-1908, l'Art Students League of New York où elle est élève de William Merritt Chase. Gagnante d'une bourse, elle se rend à New York. Elle y visite une exposition à la galerie d'avant-garde 291, dont le propriétaire est le photographe Alfred Stieglitz.
En 1908, doutant qu'elle puisse devenir une artiste figurative, Georgia O'Keeffe décide d'abandonner la peinture. Incommodée de plus par l'odeur de la térébenthine, elle ne peint rien durant 4 ans. Elle s'y remet en 1912 lors d'une session d'été à l'université de Virginie où elle découvre le travail et les idées d'Arthur Wesley Dow qui l'encourage à recourir à de nouveaux modes d'expression, en exploitant la ligne, la couleur et les ombres. Elle suit son enseignement à l'Art Department de l'université Columbia, de 1913 à 1916. Dow a une influence marquante sur elle.
Elle se forme lentement, déçue de l'enseignement institutionnel. Solitaire, elle enseigne le dessin dans une petite ville du Texas. Elle visite souvent le canyon de Palo Duro qui lui sert d'inspiration dans ses œuvres. En 1916, une amie, la photographe Anita Pollitzer rencontrée à l'université Columbia, envoie des dessins au fusain de Georgia à la galerie 291 d'Alfred Stieglitz qui accepte de les exposer. Il lui consacre l'année suivante une exposition solo. Stieglitz et O'Keeffe commencent à s'écrire et à se fréquenter. Georgia déménage à New York en 1918. Elle pose pour des nus photographiques de Stieglitz, qui font scandale, puis fait connaître ses œuvres picturales. Ils tombent amoureux et se marient en 1924 quand Alfred obtient son divorce.

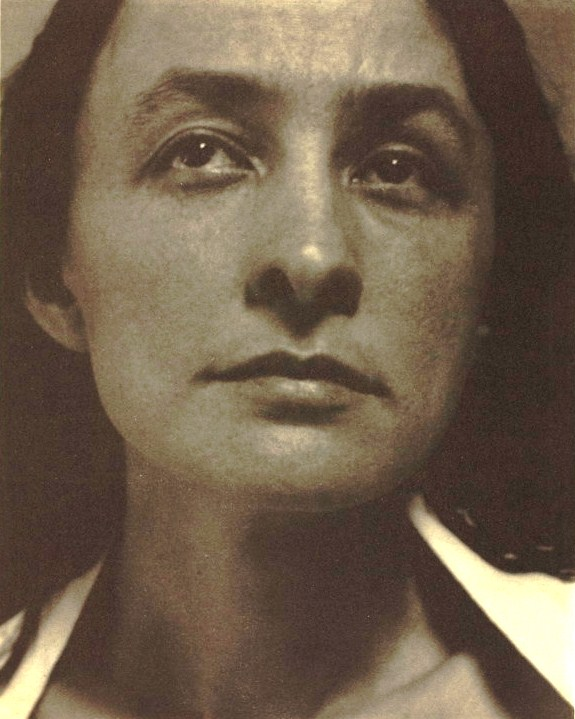
Photographie d'Alfred Stieglitz en 1918.

Dès lors, ils s'épaulent dans leur art respectif. Georgia devient la muse de Stieglitz qui fait plus de 350 portraits d'elle. De son côté, Georgia rencontre plusieurs artistes modernistes dans le cercle d'amis de Stieglitz, dont Charles Demuth, Arthur Dove, Marsden Hartley, John Marin, Paul Strand et Edward Steichen. À leur contact, elle trouve sa voie et s'adonne à la peinture à l'huile, délaissant l'aquarelle, s'inspirant de formes naturelles observées de près. Elle s'intéresse également aux immeubles de New York. Ses thèmes de prédilection sont le paysage urbain et les gratte-ciel, ainsi que les gros plans de fleurs traités à la limite de l'abstraction. Fenêtre sur le lac George, en 1929, préfigure les futures recherches minimalistes de l'art américain. Stieglitz organise plusieurs expositions qui font bientôt de Georgia O'Keefe une des artistes les plus connues durant les années 1920.

### Au Nouveau-Mexique

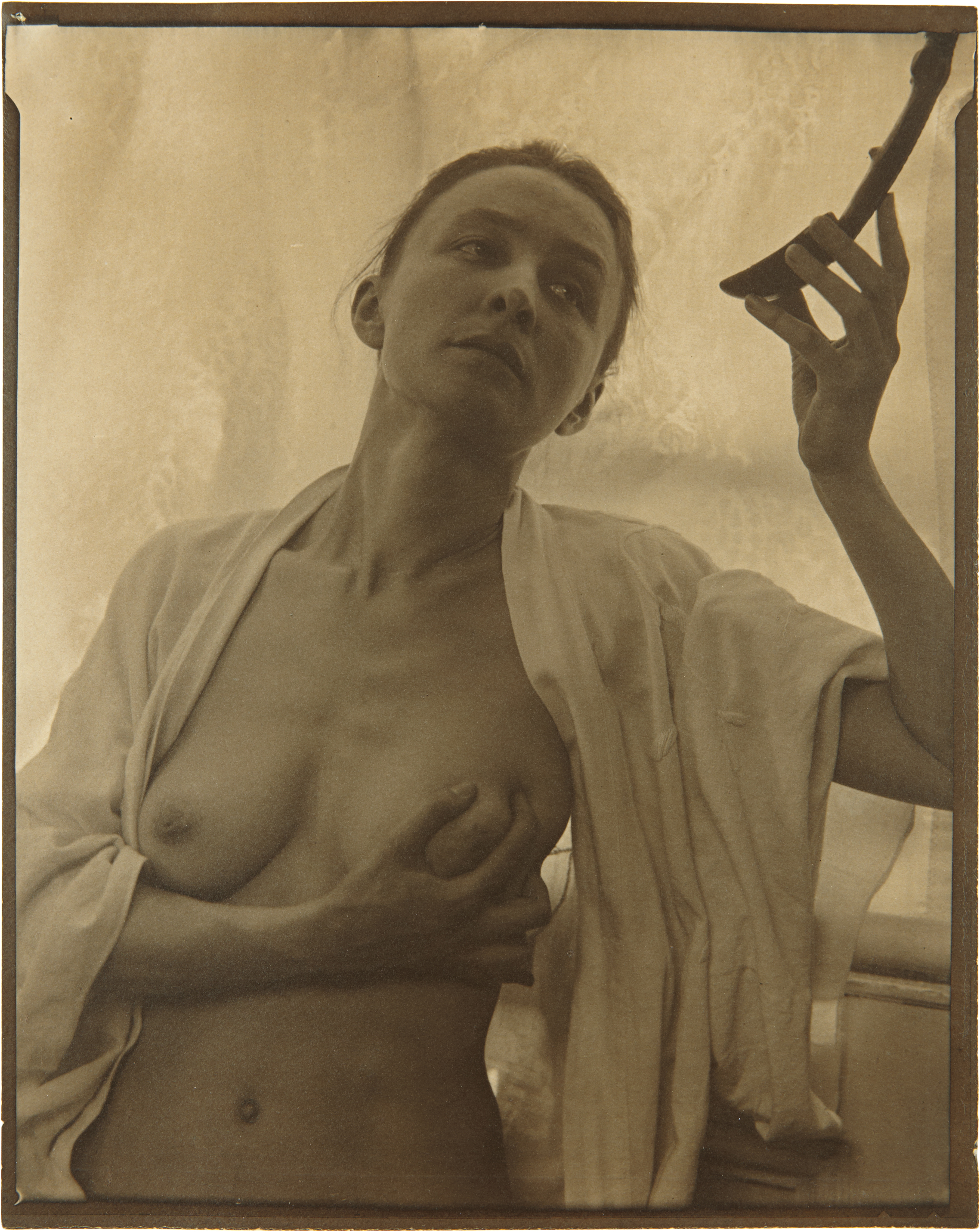
Georgia O'Keeffe photographiée dans le cadre d'un processus de création d'art performance par Stieglitz en 1919

Vers 1929, désireuse d'échapper au Lake George, où elle a l'habitude de passer ses étés entourée de la famille et des amis d'Alfred, elle se rend à Taos, au Nouveau-Mexique en compagnie d'une amie, Rebecca Strand. À la recherche de sujets, Georgia explore les environs, dont le ranch de l'écrivain D. H. Lawrence qui lui inspire une de ses toiles les plus connues, The Lawrence Tree. Durant les vingt années suivantes, elle séjourne fréquemment dans la région.
En 1933, elle est hospitalisée pour une dépression alors qu'elle est incapable d'achever dans le temps imparti un projet de peinture murale au Radio City Music Hall. Elle ne peint plus rien de l'année. Durant l'été 1934, rétablie, elle retourne au Nouveau-Mexique où elle visite la région de Ghost Ranch près d'Abiquiú. Séduite, elle y séjourne chaque année avant d'acheter, en 1940, une propriété à cet endroit et de s'y installer en permanence. Les paysages quasi désertiques lui inspirent une œuvre fantastique et visionnaire.
Sa réputation s'étend et Georgia O'Keeffe reçoit plusieurs commandes. Son travail fait également l'objet d'expositions. En 1936, elle peint Summer Days, une de ses œuvres les plus réputées. Elle reçoit l'honneur de deux rétrospectives, à l'Institut d'art de Chicago en 1943 et au Museum of Modern Art à New York, première rétrospective accordée par ce musée à une artiste femme. O'Keeffe devient récipiendaire de nombreuses distinctions honorifiques.
En 1946, Stieglitz est atteint d'un infarctus. Bien que Georgia et lui ne maintenaient plus qu'une relation distante, elle se trouve à ses côtés lorsqu'il meurt le 13 juillet. Elle s'occupe de disperser ses cendres et durant les trois années suivantes, elle s'occupe d'inventorier ses biens : plus de 3 000 photographies, une collection de 850 œuvres, 580 épreuves d'autres photographes, un énorme inventaire de livres et d'écrits, ainsi que près de 50 000 lettres. Georgia O'Keeffe fait plusieurs dons à différentes institutions muséales.
Elle s'installe de manière permanente au Nouveau-Mexique en 1949. Elle rénove son domaine et continue de peindre, inspirée notamment par les nuages qu'elle peut contempler en avion. En 1962, O'Keeffe devient le 55e membre de l'Académie américaine des arts et des lettres. Elle est également élue membre de l'Académie américaine des arts et des sciences en 1966. À l'automne 1970, le Whitney Museum of American Art lui consacre une rétrospective qui contribue à la remettre à l'avant-scène, son art ayant été quelque peu éclipsé par les courants apparus durant les années 1960.

### Les dernières années
À partir de 1972, des troubles de la vue compromettent son activité de peintre. Elle produit néanmoins des œuvres au crayon et au fusain, jusqu'en 1984.
En 1973, elle embauche un jeune potier qui réalisera plus tard des bronzes abstraits remarqués, Juan Hamilton (22 décembre 1945 - 20 février 2025). Hamilton devient jusqu'à la mort d'O'Keefe un assistant précieux dans sa vie personnelle comme artistique, l'incitant à reprendre son travail malgré sa vision déclinante. En 1976, elle rédige une autobiographie et donne son aval à un film documentaire sur elle. Le 10 janvier 1977, le président Gerald Ford lui remet la médaille présidentielle de la Liberté. Enfin, en 1985, elle reçoit le National Medal of Arts. Âgée de plus de 90 ans, sa santé devient fragile. Elle déménage à Santa Fe en 1984 où elle meurt, le 6 mars 1986, à l'âge de 98 ans. Hamilton hérite, dans des conditions houleuses, d'une partie de l'œuvre et de la propriété de O'Keefe et se charge jusqu'à sa propre mort de conserver ce patrimoine.

## Postérité
Le Georgia O'Keeffe Museum, un musée consacré à l'artiste, a été inauguré en 1997, à Santa Fe, grâce aux avoirs légués à sa mort. Sa maison à Abiquiú a été déclarée National Historic Landmark en 1998. Un film inspiré de son mariage a été réalisé par Edwin Sherin (en) en 1991, A Marriage: Georgia O'Keeffe and Alfred Stieglitz. Un film biographique de Bob Balaban, Georgia O'Keeffe, est paru en 2009. Ses œuvres font partie des collections de nombreuses institutions muséales.
L'art de Georgia O'Keeffe, un temps considéré moderniste et d'avant-garde, est basé sur une observation minutieuse de la nature et sur sa volonté de peindre ce qu'elle ressent,. Elle demeurera à l'écart des courants, suivant sa propre voie. Ses gros plans de fleurs, qui caractérisent une bonne partie de sa production, révèlent son sens aigu de l'observation,. Le format de ses toiles, les couleurs et les nuances rendent ses tableaux pratiquement abstraits,.
Les paysages du Nouveau-Mexique lui offrent de nouveaux sujets. Ses toiles représentant des crânes d'animaux, peints minutieusement, cherchent à symboliser la beauté du désert. Ses nombreux voyages en avion durant les années 1950 et 1960 lui inspirent sa série sur les nuages avec des toiles souvent de grandes dimensions.
À sa mort, Georgia O'Keeffe laisse environ 900 tableaux.
En novembre 2014, la vente aux enchères du tableau « Jimson Weed/White Flower No. 1 » en salle des ventes à New York, estimé initialement à 15 millions de dollars, monte à 44,4 millions de dollars, établissant par la même occasion un nouveau record mondial lors d'une vente aux enchères pour une artiste féminine.

## Hommages
- En 1972, elle est incluse dans Some Living American Women Artists, un collage féministe de Mary Beth Edelson, où elle occupe la place du Christ dans une représentation de La Cène[7].
- Georgia O'Keeffe est une des 39 convives attablées dans l'œuvre d’art contemporain The Dinner Party (1974-1979) de Judy Chicago[8].
- Elle est inscrite au National Women's Hall of Fame depuis 1993[9].
- Un cratère vénusien a été nommé en 1994 en son honneur : O'Keeffe[10].
- Elle est mentionnée dans la série Breaking Bad à deux reprises : dans l'épisode Seuls au monde (saison 2, épisode 9), les personnages de Jane Margolis et Jesse Pinkman parlent de ses œuvres et envisagent de se rendre dans le musée qui lui est dédié à Santa Fe, ce qu'ils font dans le flashback ouvrant l'épisode Société écran (saison 3, épisode 11), où ils observent sa peinture My Last Door.
- Elle est nommée dans le film Big Eyes de Tim Burton.
- Evelyn Schels réalise en 2021 le film "Georgia O'Keeffe - Une artiste au Far-West"[11].
- L'artiste française Félicia Atkinson lui rend hommage dans sa composition musicale Ni envers ni endroit que cette roche brûlante (Pour Georgia O'Keeffe), éditée en 2023 dans la collection Portraits GRM.

## Œuvres (sélection)

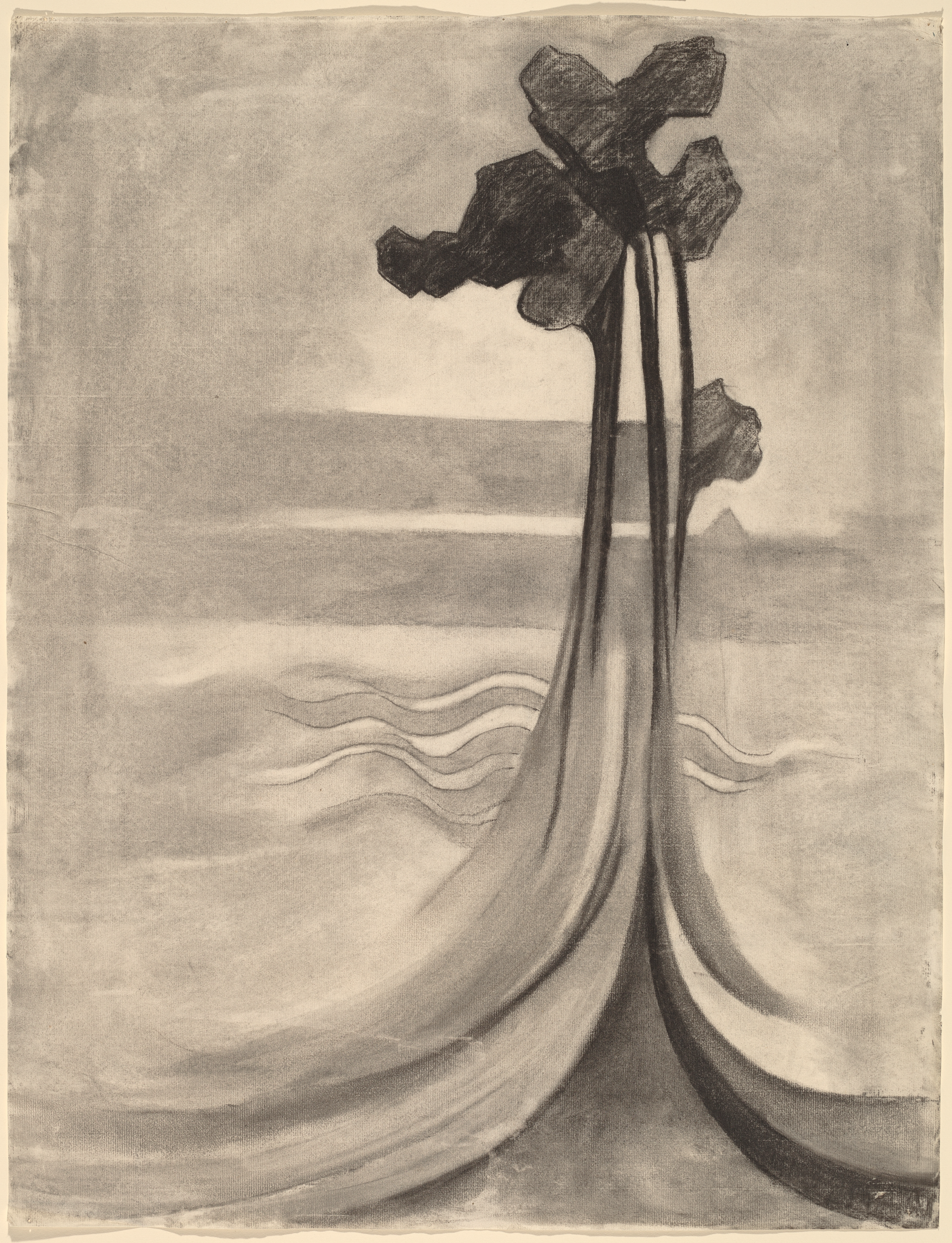
Second, Out of My Head - 1915.
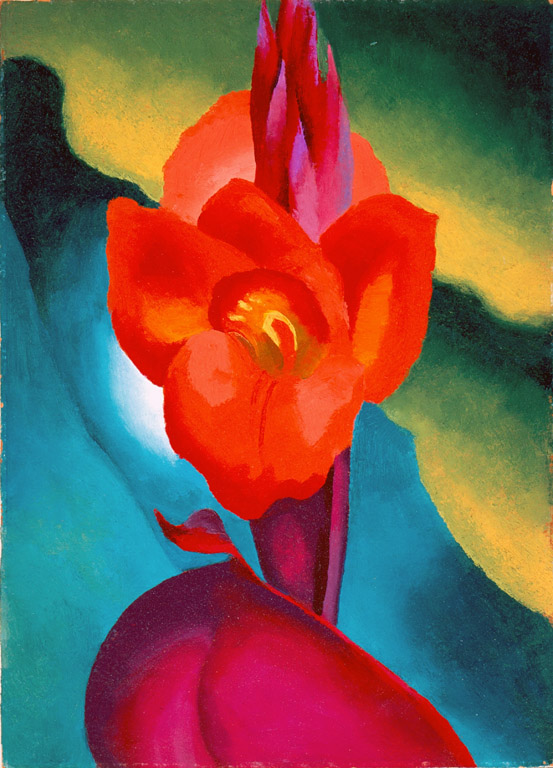
Canna rouge - 1919.
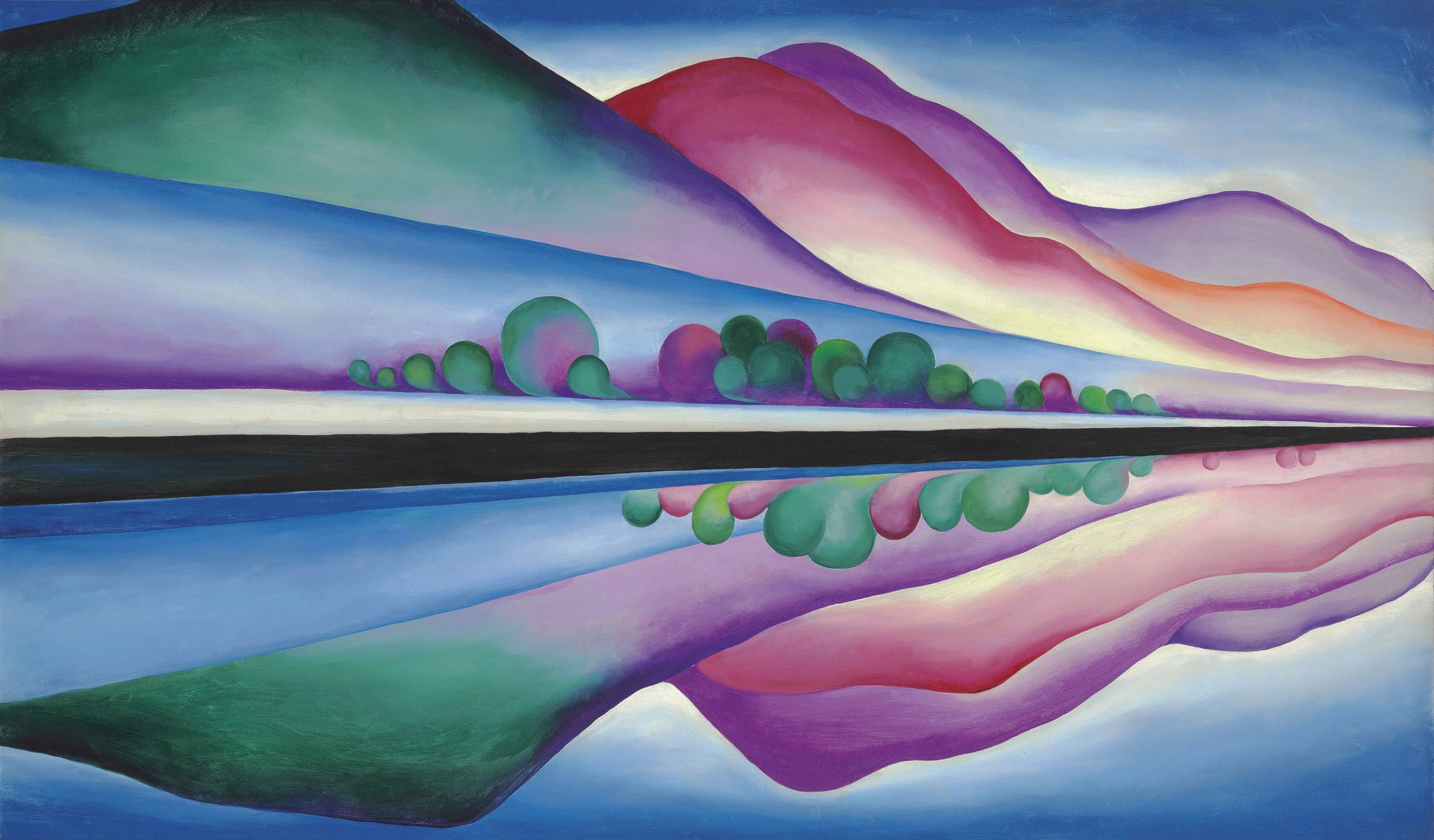
Lake George Reflection – 1922.

- Blue #1, 1916, Brooklyn Museum, New York[12].
- Blue #2, 1916, aquarelle sur papier, Brooklyn Museum, New York[13].
- Blue #3, 1916, aquarelle sur papier, Brooklyn Museum, New York[14].
- Blue #4, 1916, aquarelle sur papier, Brooklyn Museum, New York[15].
- Nbr. 13 Special, 1917, charbon sur papier.
- Musique bleue et verte, 1919-1921, huile sur toile, Art Institute of Chicago.
- A Storm, 1922, pastel, Metropolitan Museum of Art.
- Lake George Reflection, 1922, collection privée.
- Grey Lines with Black, Blue and Yellow, 1923, musée des Beaux-Arts de Houston.
- Petunia No. 2, 1924, Georgia O'Keeffe Museum.
- Stries rouge, jaune et noir, 1924, huile sur toile, Centre Pompidou, Paris[16].
- New York Street with Moon, 1925, huile sur toile, Museo Thyssen-Bornemisza, Madrid[17].
- City Night, 1926, huile sur toile, The Minneapolis Institute of Arts.
- Black Iris III, 1926, huile sur toile, Metropolitan Museum of Art, New York.
- Canna rouge, 1925-1928, huile sur toile, University of Arizona Museum of Art, Tucson.
- The Radiator Building, 1927, huile sur toile, Carl Van Vechten Museum, Nashville[18].
- Cow’s Skulls, Red White and Blue, 1931, huile sur toile, Metropolitan Museum of Art, New York.
- Cow's Skull with Calico Roses, 1931, huile sur toile, Art Institute of Chicago.
- Ram's Head, White Hollyhock – Hills, 1935, huile sur toile, Brooklyn Museum, New York[19].
- The Lawrence Tree, 1929, huile sur toile, Wadsworth Atheneum, Hartford.

## Expositions (sélection)
- 1er novembre 1987 - 5 février 1989 : Georgia O'Keeffe : art and letters, National Gallery of Art, Washington, puis Art Institute of Chicago, Musée d'Art de Dallas et Metropolitan Museum of Art, New York.
- 2015 : Georgia O'Keeffe et ses amis photographes, musée de Grenoble.
- 7 décembre 2016 - 26 mars 2017 : Georgia O'Keeffe, Bank Austria Kunst Forum, Vienne, Autriche.
- 6 septembre - 16 décembre 2021 : Georgia O'Keeffe, Centre Pompidou, Paris[20].
- 10 février - 2 juin 2024 : Georgia O’Keeffe et Henry Moore – Géants de l’art moderne, Musée des beaux-arts de Montréal[21].

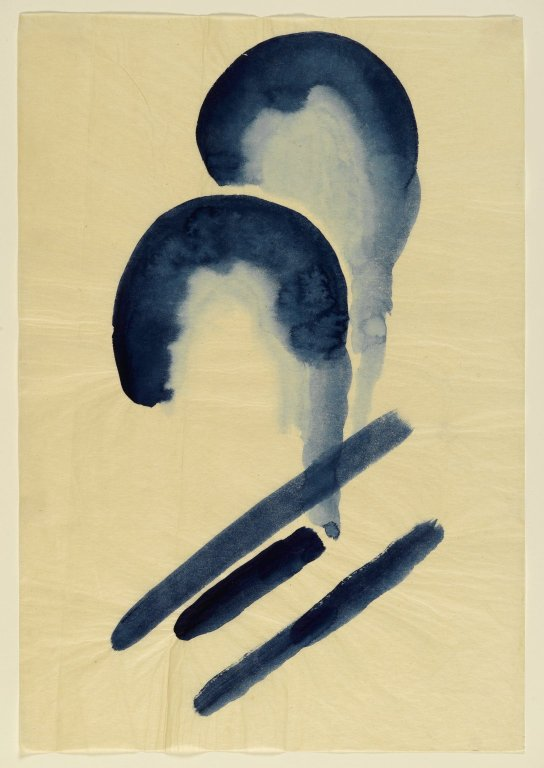
Blue No. 4, 1916.
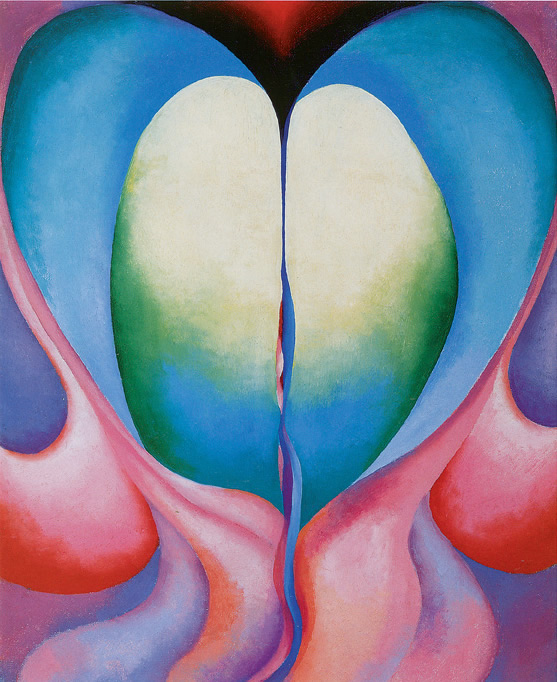
Series 1, No. 8, 1919.
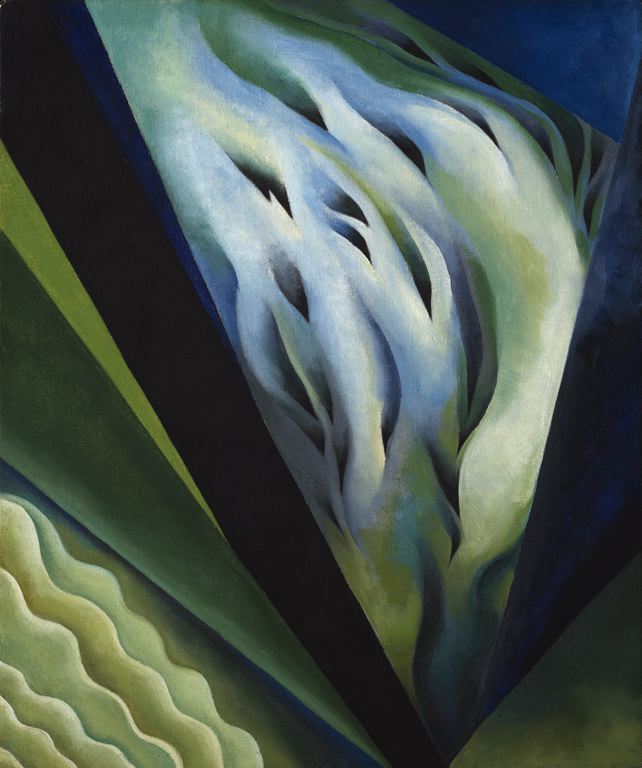
Musique bleue et verte, 1919-1921.

### Francophone
- Britta Benke, Georgia O'Keeffe 1887-1986 Fleurs du désert, Taschen, 2003, 95 p. (ISBN 978-3-8228-5730-4).
- « Georgia O'Keefe », dans Dictionnaire critique et documentaire des peintres,sculpteurs, dessinateurs et graveurs de tous les temps et de tous les pays, éditions Gründ, janvier 1999, 13 440 p. (ISBN 2-7000-3020-6), vol. 10, p. 344-346,

### Anglophone

#### Notices encyclopédiques
- (en-US) Anne Commire (dir.), Deborah Klezmer (dir.) et Patrick Allit (rédacteur), Women in world history, vol. 12 : O-Q, Waterford, Connecticut, Yorkin Publications, 1999, 896 p. (ISBN 9780787640705, lire en ligne), p. 73-79,
- (en-US) Carol Kort et Liz Sonneborn, A to Z of American Women in the Visual Arts, New York, Facts on File, coll. « Facts on File library of American history », 2002, 258 p. (ISBN 9781438107912, OCLC 606779772, lire en ligne), p. 169-171,

#### Essais et biographies
- (en-US) Alfred Stieglitz, Georgia O'Keeffe : A Portrait, New York, Viking (réimpr. 1997) (1re éd. 1978), 51 p. (ISBN 9780870991820, OCLC 873336902, lire en ligne),
- (en-US) Michael L. Berry, Georgia O'Keefe : Painter, New York, Chelsea House Publishers, coll. « American women of achievement », 1988, 111 p. (ISBN 9781555466732, OCLC 16685064, lire en ligne),
- (en-US) Elizabeth Miles Montgomery, Georgia O'Keeffe, Greenwich, Connecticut, Dorset Press, 1992, 128 p. (ISBN 9780880299510, OCLC 906920047, lire en ligne),
- (en-US) R. Baird Shuman, The Arts : Georgia O'Keeffe, Vero Beach, Floride, Rourke Pub Group, 1993, 112 p. (ISBN 9780866254878, OCLC 693780634, lire en ligne),
- (en-US) Charles C. Eldredge, Georgia O'Keeffe : American and Modern, New Haven, Connecticut, Yale University Press, 1993, 226 p. (ISBN 9780300055764, OCLC 28124602, lire en ligne),
- (en-US) Linda Lowery (ill. Rochelle Draper), Georgia O'Keeffe, Minneapolis, Minnesota, Carolrhoda Books, 1996, 47 p. (ISBN 9780876148600, OCLC 30809771, lire en ligne),
- (en-US) Peter-Cornell Richter, Georgia O'Keeffe and Alfred Stieglitz, New York, Prestel, coll. « Pegasus library » (réimpr. 2006, 2016) (1re éd. 2000), 119 p. (OCLC 1004399092, lire en ligne),
- (en-US) Britta Benke, Georgia O'Keeffe, 1887-1986 : Flowers in the desert, New York, Barnes & Noble Books, 2001, 95 p. (ISBN 9780760723265, OCLC 51795933, lire en ligne),
- (en-GB) Ruth Thomson, Georgia O'Keeffe, Londres, Watts, coll. « Artists in their world », 2003, 46 p. (ISBN 9780749646271, OCLC 51641852, lire en ligne),
- (en-US) Lisa Messinger, « Georgia O’Keeffe (1887–1986) », sur Metropolitan Museum of Art, New York, octobre 2004.
- (en-US) Hunter Drohojowska-Philp, Full Bloom : The Art and Life of Georgia O'Keeffe, New York, W.W. Norton, 2004, 630 p. (ISBN 9780393058536, OCLC 53824223, lire en ligne),
- (en-US) Joanne Mattern, Georgia O'keeffe, Edina, Minnesota, Abdo Pub., coll. « Checkerboard biography library », 2005, 32 p. (ISBN 9781591978466, OCLC 55535000, lire en ligne),
- (en-US) Barbara Buhler Lynes (dir.) (ill. Georgia O'Keeffe & Andy Warhol), Georgia O'Keeffe & Andy Warhol : Flowers of Distinction, Santa Fe, Nouveau Mexique, Georgia O'Keeffe Museum, 2005, 80 p. (ISBN 9780967319070, OCLC 62239216, lire en ligne),
- (en-US) Rene Paul Barilleaux (dir.) (ill. Georgia O'Keeffe), Georgia O'Keeffe : Color and Conservation, Mississippi Museum of Art & Pennsylvania State University Press, coll. « Annie Laurie Swaim Hearin memorial exhibition series », 2006, 167 p. (ISBN 9781887422116, OCLC 60589227, lire en ligne),
- (en-US) Barbara Buhler Lynes, Georgia O'Keeffe Museum Collections, Santa Fe, Nouveau Mexique & New York, Abrams &  Georgia O'Keeffe museum, 2007, 352 p. (ISBN 9780810909571, OCLC 800034310, lire en ligne),
- (en) Tanya Barson, Georgia O'Keeffe, Londres, Tate Publishing, 2016, 280 p. (ISBN 9781849764032, OCLC 954252965, lire en ligne),
- (en-US) Kira Randolph, A Short Biography of Georgia O'Keeffe, Carlisle, Massachusetts, Benna Books, 2017, 28 p. (ISBN 9781944038168, OCLC 958797093, lire en ligne),

#### Articles
- (en-US) Charles Tomlinson, « Georgia O'Keeffe: A Late Greeting », The Hudson Review, vol. 32, no 2,‎ été 1979, p. 175-185 (11 pages) (lire en ligne ),
- (en-US) Elizabeth Dean, « Georgia O'Keeffe's "Radiator Building": Icon of Glamorous Gotham », Revue française d'études américaines, no 11,‎ avril 1981, p. 81-92 (12 pages) (lire en ligne ),
- (en-US) « Georgia O'Keeffe », The Metropolitan Museum of Art Bulletin, vol. 42, no 2,‎ automne 1984, p. 3-64 (65 pages) (lire en ligne ),
- (en-US) Anna C. Chave, « "Who Will Paint New York?": "The World's New Art Center" and the Skyscraper Paintings of Georgia O'Keeffe », American Art, vol. 5, no 1 & 2,‎ printemps 1991, p. 86-107 (22 pages) (lire en ligne ),
- (en-US) Bonnie L. Grad, « Georgia O'Keeffe's Lawrencean Vision », Archives of American Art Journal, vol. 38, nos 3 / 4,‎ 1998, p. 2-19 (18 pages) (lire en ligne ),
- (en-US) Judith Zilczer, « "Light Coming on the Plains:" Georgia O'Keeffe's Sunrise Series », Artibus et Historiae, vol. 20, no 40,‎ 1999, p. 191-208 (18 pages) (lire en ligne ),
- (en-US) Vivien Green Fryd, « Georgia O'Keeffe's "Radiator Building": Gender, Sexuality, Modernism, and Urban Imagery », Winterthur Portfolio, vol. 35, no 4,‎ hiver 2000, p. 269-289 (21 pages) (lire en ligne ),
- (en-US) Mae Miller Claxton, « "Untamable Texts": The Art of Georgia O'Keeffe and Eudory Welty », The Mississippi Quarterly, vol. 56, no 2,‎ printemps 2003, p. 315-330 (16 pages) (lire en ligne ),
- (en-US) H. Daniel Peck, « The House across the Street », American Art, vol. 21, no 3,‎ 2007, p. 98-109 (12 pages) (lire en ligne ),
- (en-US) Linda M. Grasso, « Reading Published Letter Collections as Literary Texts: Maria Chabot—Georgia O'Keeffe Correspondence, 1941–1949 as a Case Study », Legacy, vol. 25, no 2,‎ hiver 2008, p. 239-250 (12 pages) (lire en ligne ),
- (en-US) Wanda M. Corn, « Telling Tales », American Art, vol. 23, no 2,‎ été 2009, p. 54-79 (26 pages) (lire en ligne ),
- (en) Sara J. Angel, « Two Patrons, An Exhibition, and a Scrapbook The Lawren Harris-Georgia O'Keeffe Connection, 1925-1926 », Journal of Canadian Art History / Annales d'histoire de l'art Canadien, vol. 32, no 2,‎ 2011, p. 108-137 (30 pages) (lire en ligne ),
- (en-US) Sherri Wasserman, « Georgia O'Keeffe's Garden as Witness », Arnoldia, vol. 80, no 1,‎ printemps 2023, p. 44-51 (8 pages) (lire en ligne ),